# NGC 7473
NGC 7473 (również PGC 70373 lub UGC 12335) – galaktyka soczewkowata (SB0), znajdująca się w gwiazdozbiorze Pegaza. Odkrył ją Albert Marth 6 września 1863 roku.